# Waterpolo- en zwemfederatie van Montenegro
De Waterpolo- en Zwemfederatie van Montenegro (VPSCG) (Montenegrijns: Vaterpolo i plivački savez Crne Gore) is het bestuursorgaan voor waterpolo en zwemmen in Montenegro. De federatie werd opgericht op 22 april 1949 in Herceg Novi. De eerste voorzitter was Milan Vukasović.
Het is een onafhankelijke sportorganisatie, sinds 21 augustus 2006 lid van de LEN (European Aquatics), FINA (World Aquatics) en het Olympisch Comité van Montenegro. Het organiseert het Montenegrijnse waterpolokampioenschap en de beker en het Montenegrijnse zwemkampioenschap. De federatie heeft de leiding over de nationale waterpolo- en zwemteams van Montenegro.
Het hoofdkantoor is gevestigd in Podgorica en de huidige voorzitter is Nikola Milić.

## Leden
Leden van de Waterpolo- en Zwemfederatie van Montenegro zijn:
- Vaterpolo plivački klub AQUATIC VERDE, Podgorica
- Plivački i vaterpolo klub BUDUĆNOST, Podgorica
- Plivački vaterpolo klub BUDVA-BUDVANSKA RIVIJERA, Budva
- Plivački klub BUTTERFLAY, Nikšić
- Vaterpolo klub VATERPOLO AKADEMIJA CATTARO, Kotor
- Plivački vaterpolo klub JADRAN, Herceg Novi
- Plivački vaterpolo klub NIKŠIĆ, Nikšić
- Plivački klub ORKA, Budva
- Vaterpolo klub PRIMORAC, Kotor
- Plivački vaterpolo klub "STARI GRAD" Budva, Budva
- Vaterpolo klub MLADOST BIJELA, Bijela

## Competities georganiseerd door de VPCG
Zwemmen
- Montenegrijnse zwemkampioenschappen

Waterpolo
- Montenegrijnse waterpolocompetitie voor heren
- Montenegrijnse waterpolobeker heren

## Sponsoren
Sponsors van de Waterpolo- en Zwemfederatie van Montenegro:
- Elektroprivreda Crne Gore (algemeen sponsor)[4]
- Delfina
- SAVA OSIGURANJE
- Meridianbet[5]
- JANA
- CEDIS
- Savana
- Generali
- Budvanska Riviera
- PHARMANOVA